# Hälltjärnen (Jörns socken, Västerbotten)
Hälltjärnen är en sjö i Skellefteå kommun i Västerbotten och ingår i Skellefteälvens huvudavrinningsområde.